# Sybra preapicefasciata
Sybra preapicefasciata är en skalbaggsart som beskrevs av Stefan von Breuning 1953. Sybra preapicefasciata ingår i släktet Sybra och familjen långhorningar. Inga underarter finns listade i Catalogue of Life.